# Carl Göbel (Architekt)

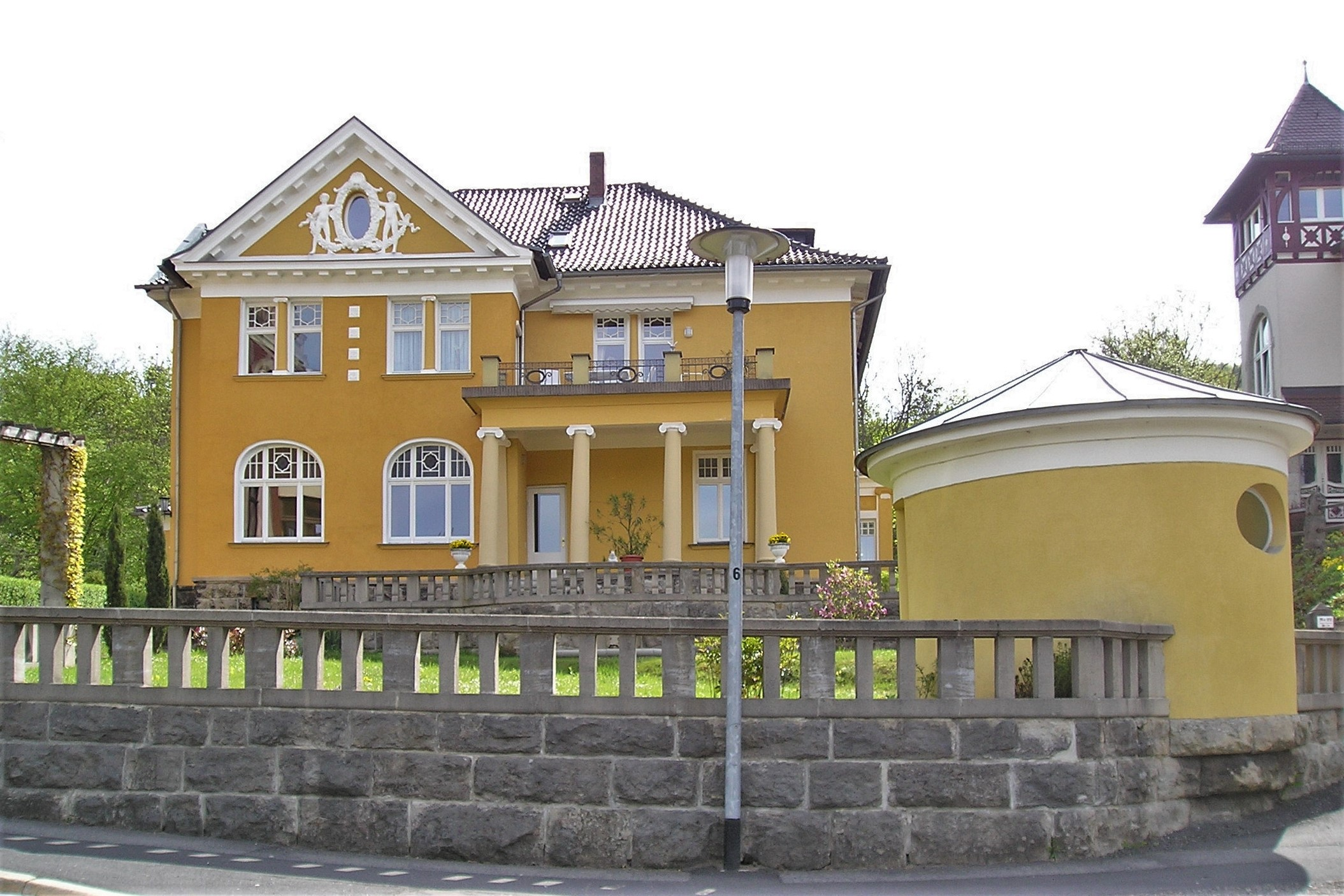
Göbels selbst entworfene Villa in Meiningen

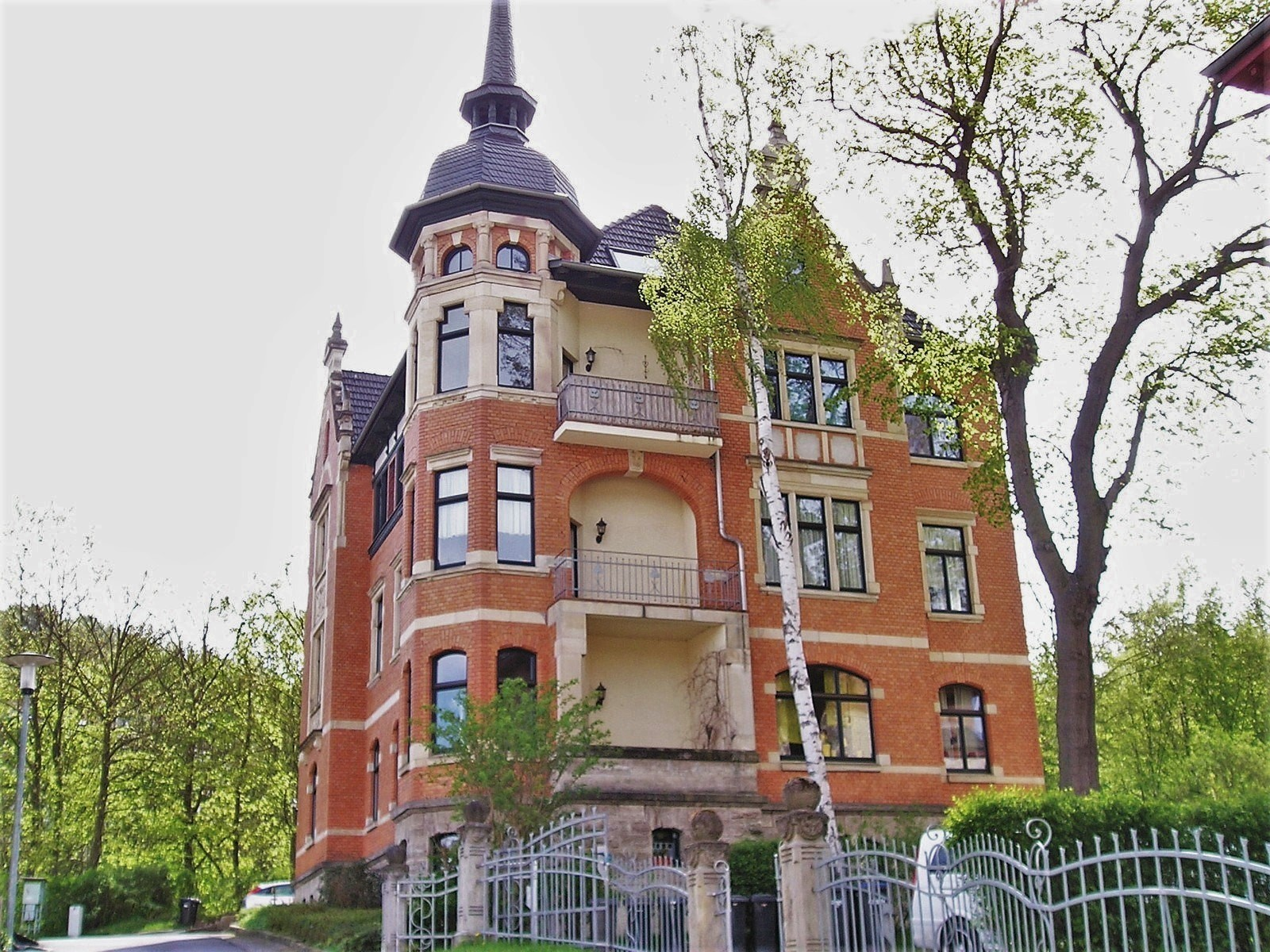
Meininger Stadtvilla von Carl Göbel

Carl Göbel (* 8. Oktober 1857 in Henneberg; † 12. Oktober 1940 in Meiningen) war ein deutscher Architekt und Baumeister des späten 19. und frühen 20. Jahrhunderts, der im Herzogtum Sachsen-Meiningen und vor allem in der Residenzstadt Meiningen wirkte. Mit seinen zahlreichen Villen und Wohnhäusern hatte er einen großen Anteil bei der Prägung des Meininger Stadtbildes.

## Leben
Carl Göbel wurde als Sohn eines Ziegeleibesitzers in Henneberg geboren. Aufgrund seiner außerordentlichen schulischen Leistungen erhielt er von Herzog Georg II. ein Stipendium aus der Bernhard- und Marienstiftung. Von 1875 bis 1878 nutzte er dies für ein Studium für Architektur und Bauführung an der Herzoglich Braunschweigischen Baugewerkschule Holzminden. Nach einigen Wanderjahren fand Göbel eine Anstellung im Technischen Zeichenbüro für den Bau der Bahnstrecke Neudietendorf–Ritschenhausen.
1885 holte ihn Regierungsbaurat und Oberbaurat Otto Hoppe in das herzogliche Ministerialbüro nach Meiningen. Als Assistent Hoppes übernahm er bis 1889 die Bauleitung für den Umbau der Meininger Stadtkirche. Danach ging er zu einem zweijährigen Architekturstudium an die Technische Hochschule (Berlin-)Charlottenburg. Als herzoglicher Bauführer und Hofbaumeister war es ihm verwehrt, private Aufträge durchzuführen. Carl Göbel machte sich deswegen selbständig und gründete am 1. Januar 1900 das Baubüro für Architektur und Bauausführungen Meiningen. Bis 1914 realisierte er über 60 Bauwerke. 1902 wurde er Mitglied der Freimaurerloge Charlotte zu den drei Nelken. 1935 wurde er als Freimaurer von den Nationalsozialisten verhaftet, kam aber bald wieder frei.
Carl Göbel war verheiratet und hatte drei Kinder. Er war sportlich engagiert und ein Anhänger des Eisbadens, das er bis zu seinem Tode konsequent betrieb. 1940 starb er in Meiningen an den Folgen einer Lungenentzündung, die er sich bei seinem letzten Eisbaden in der Werra zuzog.

## Werke
Carl Göbel schuf zahlreiche Wohnhäuser und Villen, die insbesondere in Meiningen das Stadtbild mitprägen. Das Merkmal seiner meist im Jugendstil und Historismus gehaltenen Häuser sind Ziegel- und Natursteinmauerwerk, Türme und Erker. Beispiele:
- Bauleiter beim Umbau der Stadtkirche Meiningen
- Mitwirkung beim Bau des „Helenenstifts“ in Meiningen
- Sanatorium Dr. Freyburg, Helenenstraße 3 in Meiningen
- Jugendstilhaus Ernestinerstraße 16 in Meiningen
- Mitwirkung beim Bau am Logenhaus Meiningen
- Neorenaissance-Gebäude Anton-Ulrich-Straße 56 in Meiningen
- Krematorium auf dem Parkfriedhof Meiningen

Ein Großteil seiner Gebäude steht unter Denkmalschutz. Diese sind in der Liste der Kulturdenkmale in Meiningen aufgeführt.